# 维也纳炸牛排
维也纳炸牛排，以豬肉製成時稱維也納炸豬排，統稱維也納炸肉排，是一種將牛肉或豬肉裹上後酥炸而成的排料理，此菜色的肉汁異常之多，可以在不用添加任何蘸醬的狀態下，僅靠麵粉漿的調味就能品嚐肉排本身的汁水和鮮味，但也能配合蘸醬。維也納炸肉排為維也納飲食當中最負盛名的菜餚，也被誉作奥地利的国菜，甚至還影響了上海炸豬排和日式炸豬排的發明。

## 名稱
“Schnitzel”在德語中是“肉片”的意思，而“Wiener”就是維也納的意思，所以準確來說，這道菜應該叫“維也納炸肉排”。不過在歷史上，用牛肉做這道菜的時間比豬肉更加長久，所以本條目以“炸牛排”為主標題。 

## 起源
维也纳炸牛排这道菜最早出现在19世纪末期，首次提及於1831年的一本烹饪食谱中，南德烹饪畅销烹饪食谱作家卡塔琳娜·普拉托的笔下將之称作:p154。
维也纳炸牛排與義大利北部的米蘭炸肉排十分類似，奧地利與北義大利均曾是哈布斯堡王朝的領地，此兩個擁有歷史淵源的區域也爭相競奪料理起源地的地位。根據一項廣為流傳的說法，炸肉排的食譜是1857年時由曾在倫巴底擔任駐屯軍司令的沙場大將——約瑟夫·拉德茨基·馮·拉德茨帶回維也納的。他之前透過皇帝法蘭茲·約瑟夫一世的副官艾騰伯爵（Graf Attems）上交了一份戰況報告書給朝廷，當中提及自己在倫巴底地區嚐過一道極美味的小牛肉料理。當拉德茨返國後，皇帝親自跟他索取了食譜:p154。
然而德國學者海因茨-迪特·波爾在2007年時，發現拉德茨的傳說純屬虛構。他說第一本提到維也納炸牛排之名號的書籍，是於1969年出版的《義大利美食指南》（Guida gastronomica d'Italia）[註1]，在此之前的奧地利，有聽過這故事的人寥寥可數:p154。波爾還對於該軼事發表了以下評論：「這故事簡直不合乎科學，完全沒引用任何參考來源...與拉德茨相關的文獻資料都沒提到這件事，介紹奧國王朝的書籍中更是找不著艾騰伯爵這號人物，這與當時的狀況也都無法對應。」[註2]:p155。波爾又表示，比炸牛排還早就存在的其他奧地利菜餚中，已有裹粉油炸食材的先例，例如頗受歡迎的炸雞（Backhendl），最早在1719年時即有食譜介紹:p154。義大利人則聲稱炸肉排的歷史可以追溯到12世紀時的米蘭，當時該城的聖盎博羅削聖殿就在教會慶典中提供這道菜了。

## 作法
用於維也納炸牛排的小牛肉必須切成蝴蝶型片狀，使肉質軟嫩，接著用帶刺的鐵錘輕度的捶打，再撒上少量的鹽或胡椒調味，之後將肉浸泡在香檳酒或白葡萄氣泡酒中醃漬兩小時，以保證去腥味以及充滿豐富的肉汁，完畢後把肉裹上蛋液，再鋪上小麥粉和麵包屑的混合物，下到用豬油或黃油熱好的金屬桶型鍋中，加熱到約160或170°C，直到麵衣炸至微微金黃色即可，不用油炸至焦黃。因為肉質接受過香檳酒的軟化，所以會產生鮮嫩多汁、肉質鬆軟的口感。
在奧地利傳統吃法中，入盤準備上桌的炸牛排通常會佐以一種摻了醋或洋蔥絲的生菜沙拉（Kopfsalat）、洋芋沙拉或生切小黃瓜，但近年來也可搭配薯條、烤馬鈴薯甚至米飯。其他常見的配料還包括了切片檸檬或西洋芹，放置於肉排上面。然而奧地利以外地區（例如德國北部）也流行將炸牛排搭配沙丁魚、續隨子食用，添加其外觀的豐富度。19世紀英國戰地記者E·F·奈特也曾在1887年的荷蘭鹿特丹體驗過這道料理，他寫道：「就我的理解，維也納炸牛排的最下層是多汁的小牛肉和片狀的檸檬皮，往上則依次有沙丁魚、小黃瓜片、酸豆和花式繁多的謎樣配料，最後再用鮮美的醬增添風味，譜成了一道饗宴之夢」[註3]。

## 維也納炸牛排的豬肉版本
奧地利經常以豬肉取代維也納炸排中的小牛肉，因為前者比後者便宜，但為了避免名稱與內容的混淆，奧地利與德國的相關單位便對此加以規範，明定任何冠以之名的料理只能限用小牛肉。豬肉版本的菜餚則得使用「維也納風炸肉排」（Schnitzel Wiener Art）或「維也納炸豬排」的菜名。2009年，德國阿恩斯貝格的行政法院決定採用後者當替代名稱。此後在德國的常用稱法中，維也納炸牛排一詞已廣義地涵蓋任何裹粉油炸的牛肉料理，而非只有傳統版的小牛肉。
除了豬肉以外，類似的料理還包括醃肉排（Surschnitzel）、炸火雞或雞排、以及填入火腿和乳酪的藍帶炸肉排（Schnitzel Cordon bleu）等。

## 外国影响
在中國的上海，也有一道作法與維也納炸牛排類似的海派西餐，稱作上海炸豬排，经常配合排骨年糕食用。
在日本，把法國的炸牛排的油炸方法和維也納炸豬排醃漬方法進行結合，變為了日式炸豬排。

## 延伸阅读
- Haslinger, Ingrid: Entwicklungsstationen einiger typischer Gerichte der Wiener Küche. In: Dannielczyk, Julia; Wasner-Peter, Isabella (ed.): "Heut' muß der Tisch sich völlig bieg'n". Wiener Küche und ihre Kochbücher, Mandelbaum-Verlag, vienna 2007, ISBN 978-3-85476-246-1, pp. 11–48 （德文）

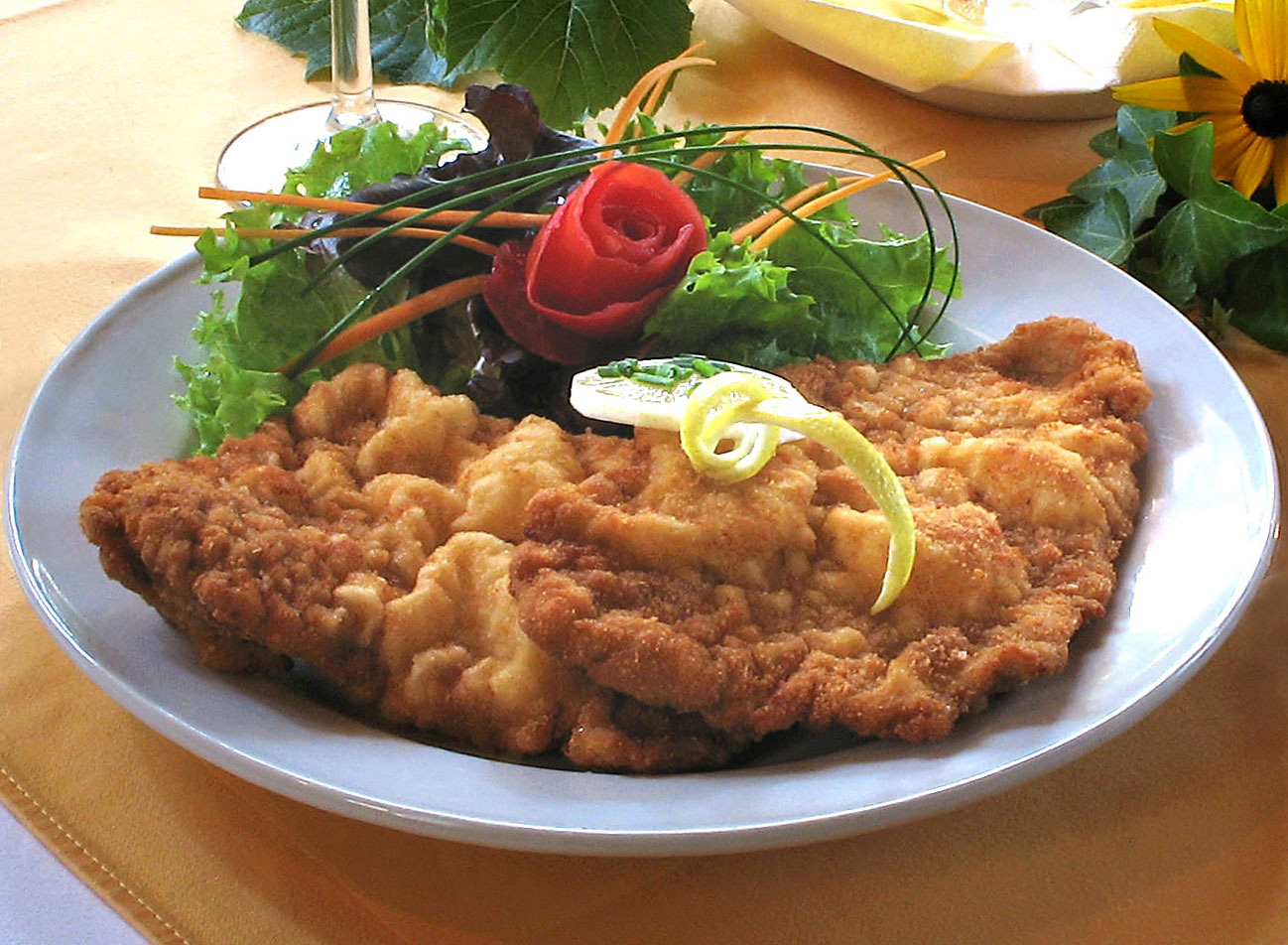
传统的奥地利式维也纳炸牛排

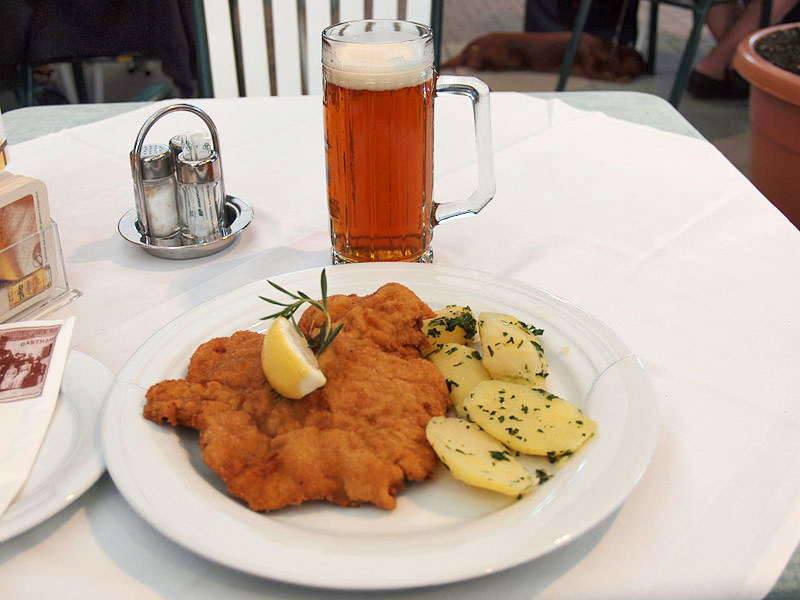
奥地利克恩顿邦一所餐厅所售卖的维也纳炸牛排

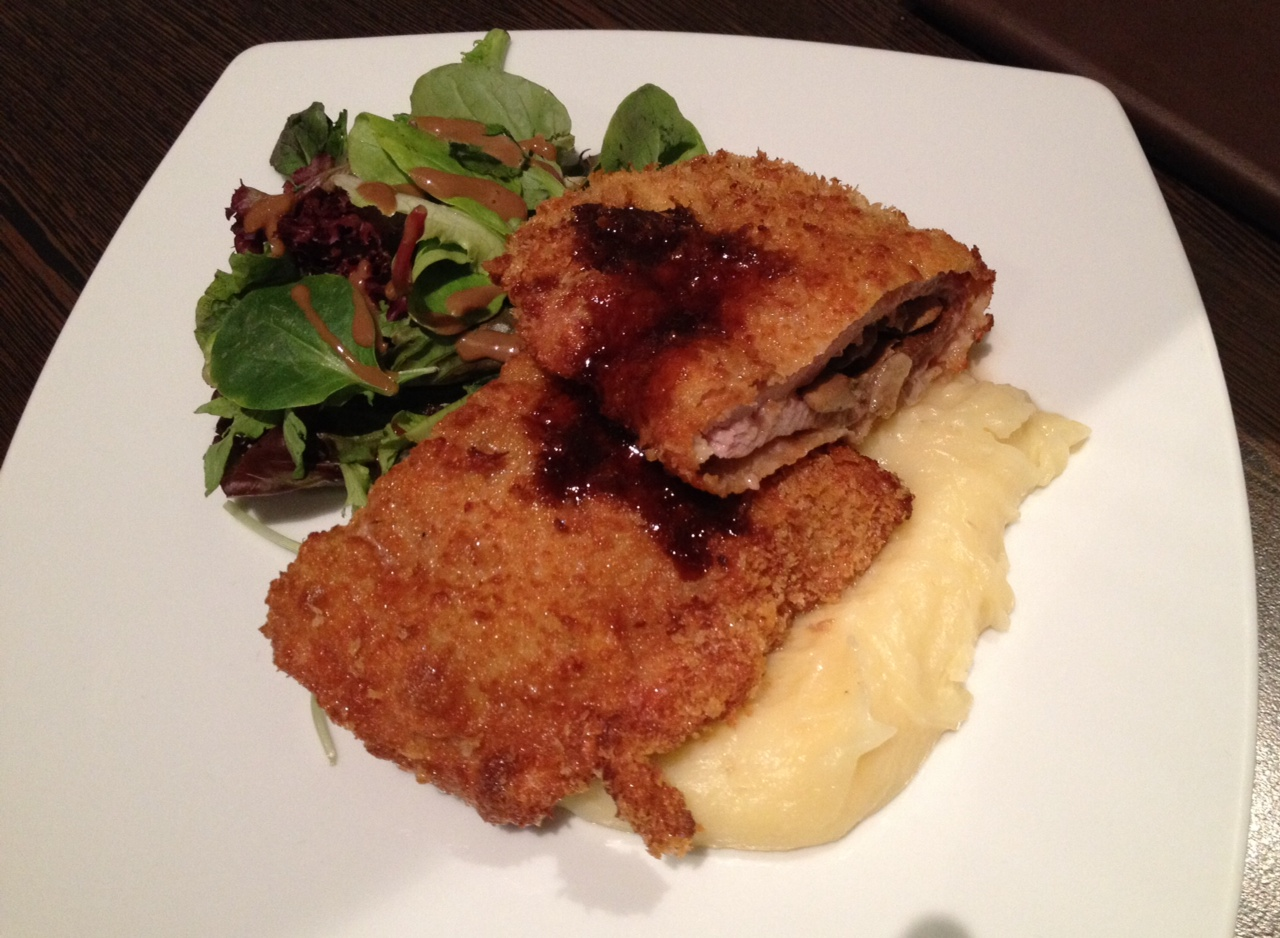
維也納炸豬排（Wiener Schnitzel vom Schwein）佐洋芋泥和青菜沙拉

- Zahnhausen, Richard: Das Wiener Schnitzel. Struktur und Geschichte einer alltäglichen Speise. In: Wiener Geschichtsblätter, issue 2/2001, pp. 132–146.（德文）